# Фукуяма, Дзюн
Дзюн Фукуяма (яп. 福山 潤 Фукуяма Дзюн) — японский сэйю и певец. Он озвучил таких персонажей аниме, как: Лелуш Ламперуж в Code Geass, Коро-сэнсэй в Ansatsu Kyoushitsu, Итимацу в Mr. Osomatsu, Юта Тогаси в Love, Chunibyo & Other Delusions, Мисаки Ята в K, Кимихиро Ватануки в ×××HOLiC и Джокер в Persona 5.
Фукуяма — обладатель двух Премий Сэйю: в 2007 году он получил премию за главную мужскую роль (роль Лелуша Ламперужа в аниме Code Geass), а в 2009 году — новоучреждённую «Премию зарубежных поклонников» (海外ファン賞).

## Роли в аниме
1999 год
- ГАНДАМ: Объединение — Кейт Лэйдзи

2000 год
- Mutekioh Tri-Zenon — Акира Камуи
- Boogiepop Phantom — Масами Саотомэ, Фантом Мантикора

2001 год
- Хеллсинг: война с нечистью — Помощник (эп. 3)
- Haré+Guu — Гарри
- Арена Ангелов — Котаро Кобаяси

2002 год
- Witch Hunter Robin — Харуто Сакаки
- Фортепиано — Кадзуя Такахаси
- Детское подразделение [ТВ-1] — Твидлдам;
- Гравион — Тога Тэнкудзи
- Горячий Парень Джей — Иан Нарс
- Dragon Drive — Агент Джи (эп. 22)
- Тэнти — лишний! [ТВ-3] — Алан

2003 год
- Ями, Шляпа и те, кто путешествуют по книге — Ая
- Стальная тревога — Иссэй Цубаки
- Мир Наруэ — Масаки Маруо
- Digi Charat Nyo — Нед
- Bouken Yuuki Pluster World — Битома
- E’S — Дзюма
- Memories Off 2 — Сёта Накамори
- Rockman.EXE Axess — Сёрчман

2004 год
- Граф Монте-Кристо (аниме) — Альберт де Морсер;
- Блич — Аясэгава Юмитика / Мидзуиро Кодзима
- W — Wish — Дзюнна Тоно
- Onmyou Taisenki — Рику Татибана
- Мобильный воин ГАНДАМ: Скрытая Однолетняя война — Хидэто Васия
- Мадлакс — Айнс
- Гравион 2 — Тога Тэнкудзи
- Kyou kara Maou! — Рик
- Genshiken (сезон первый) — Манабу Кутики

2005 года
- Священные звери OVA — Пандора
- Rean no Tsubasa — Асап Судзуки
- Cluster Edge — Берилл
- Loveless — Яёи Сиойри
- Gunparade March — Юто Такэути
- Для сердца 2 — Такаки Коно
- Happy Seven: The TV Manga — Кикуносукэ
- Триплексоголик — Фильм — Кимихиро Ватануки
- Моя девушка — совершенное оружие OVA — Рёхэй
- Tsubasa Chronicle (1-й сезон) — Ватануки
- Стеклянная маска [ТВ-2] — Ю Сакуракодзи
- Karin — Макото Фудзитани
- Hell Girl — Гилл д’Ронфэлл
- Eureka 7 — Норб (молодой)
- The Glass Rabbit — Юкио Эи
- Ueki no Housoku— Анон

2006 год
- ×××HOLiC (первый сезон) — Кимихиро Ватануки
- Блич (спешл + фильм) — Юмитика Аясэгава
- Код Гиасс: Восставший Лелуш (первый сезон) — Лелуш Ламперуж
- Buso Renkin — Кадзуки Муто
- Юный мастер Инь-Ян — Тосицугу Фудзивара
- Золотая струна — Кэйити Симидзу
- Братство чёрной крови — Зельман Клок
- Невинный Венус — Чинран
- Мобильный воин ГАНДАМ: Старгэйзер — Сол Рюунэ Ланге
- Хроника крыльев (сезон второй) — Ватануки
- Mitsu x Mitsu Drops — Тихая Юриока
- Мобильный воин ГАНДАМ: Апокалипсис 0079 — Хидэто Васия
- Inukami! — Кэйта Кавахира
- Gakuen Heaven — Кэйто Ито
- Принц тенниса OVA-1 — Оситари Кэня
- Princess Princess — Тору Коно
- Genshiken OVA — Манабу Кучики

2007 год
- В погоне за призраком — Масаюки Накадзима
- Война зверобогов: Хроники героев — Тайгатэй
- Rental Magica — Ицуки Иба
- KimiKiss: Pure Rouge — Акира Хиираги
- Принц тенниса OVA-2 — Оситари Кэня
- Замахнись сильнее — Косукэ Идзуми
- Священные звери [ТВ-2] — Первосвященник Пандора
- Лунная миля (первый сезон) — Малик Али Мухаммад
- Для сердца 2 OVA-1 — Такаки Коно
- Денег нет! — Юкия Аясэ
- Kaze no Stigma — Тацуя Сэридзава
- Hayate the Combat Butler — Puppet Butler
- Грей-мен — Рикэй
- Macross Frontier (спешл) — Лука Ангелони
- Bleach (фильм) — Юмитика Аясэгава
- Genshiken (сезон второй) — Манабу Кутики

2008 год
- Рыцарь-Вампир (два сезона) — Ханабуса Айдо
- Спецкласс «А» — Кэй Такисима
- Код Гиасс: Восставший Лелуш (второй сезон) — Лелуш Ламперуж
- Амацуки— Токидоки Рикуго
- Макросс Фронтир — Лука Ангелони
- Триплексоголик (второй сезон) — Кимихиро Ватануки
- Для сердца OVA 2 — Такаки Коно
- Волчица и пряности — Крафт Лоуренс
- Тёмный дворецкий (сезон первый) — Грелль Сатклифф
- Блич (фильм третий) — Юмитика Аясэгава
- Switch — Кай Это
- Linebarrels of Iron — Хисатака Като
- Sekirei (сезон первый) — Хаято Микогами
- Eve no Jikan — Рикуо Сакисака
- Принц Тенниса OVA 3 — Оситари Киня
- Clannad (спешл) — Юдзи Саэхара
- Major: Yuujou no Ikkyuu (фильм) — Сэйя Киносита
- Tegami Bachi (спешл) — Гош Суэд

2009 год
- Седьмой Дух — Хакурен Оак
- Akikan! — Какэру Дайти
- Kin'iro no Corda ~secondo passo~ — Симидзу Кэйити
- Sora o kakeru shoujo — Леопард, ФОН
- Сердца Пандоры — Винсент Найтрэй
- Nyan Koi! — Тама, Харухико Эндо
- Волчица и пряности (2 сезон) — Крафт Лоурэнс
- Valkyria Chronicles — принц Максимилиан
- Tegami Bachi — Гош Суэйд
- TO — Ион
- Saint Seiya: The Lost Canvas - Meiou Shinwa — Кагахо
- Для сердца 2 OVA 3 — Такаки Коно
- Saki — Кётаро Суга
- Shangri-La — Сион Имаки
- Valkyria Chronicles — Максимилиан
- Hanasakeru Seishounen — Карл Розенталь
- Lupin III vs. Detective Conan — Гилл Коул Веспаранд
- Vipers Creed — Харуки
- Принц Тенниса OVA 4 — Оситари Кеня
- Kuroshitsuji (спешл) — Грелль Сатклифф
- Macross Frontier (фильм) — Лука Ангелони

2010 год
- Предательство знает моё имя — Цукумо Мурасамэ
- Jewelpet Twinkle — Диан
- Замахнись сильнее (сезон второй) — Косукэ Идзуми
- Mudazumo Naki Kaikaku: The Legend of Koizumi — Тайдзо Сугимура
- Durarara!! — Синра Киситани
- Тёмный дворецкий (сезон второй) — Грелль Сатклифф
- MM! — Таро Садо
- Nurarihyon no Mago — Рикуо Нура
- Легенда о легендарных героях — Райнер Лют
- Starry Sky — Адзуса Киносэ
- Togainu no Chi — Рин
- Star Driver: Kagayaki no Takuto — Сугата Синдо
- Tegami Bachi Reverse — Гош Суэйд
- Для сердца 2 OVA 4 — Такаки Коно
- Sekirei (сезон второй) — Хаято Микогами
- Eve no Jikan (фильм) — Рикуо Сакисака
- Working!! — Сота Таканаси
- xxxHOLIC OVA — Кимихиро Ватануки
- Bleach (фильм) — Мидзуиро Кодзима

2011 год
- Синий Экзорцист — Юкио Окумура
- Страна чудес смертников — Рокуро Бундо
- Itsuka Tenma no Kuro Usagi — Хината Курэнай
- Nurarihyon no Mago: Sennen Makyou — Рикуо Нура
- Nyanpire The Animation — Нянтэнси
- Horizon in the Middle of Nowhere — Тори Аой
- Изгнанник (аниме) — Орлан
- Working!! (сезон второй) — Сота Таканаси
- Battle Spirits: Heroes — Тэгамару Танаси
- Алиса в Стране Сердец: Расчудесный Мир Чудес — Труляля / Траляля
- Nichijou — Солдат № 66
- Macross Frontier (фильм) — Лука Ангелони

2012 год
- K (сезон первый) — Мисаки Ята
- Arcana Famiglia — Либерто
- Chuunibyou demo Koi ga Shitai! (сезон первый) — Юта Тогаси
- Hyouka — Дзиро Танабэ
- Natsuyuki Rendezvouz — Ацуси Симао
- Кафе "У Белого медведя" — Панда
- Паладин на поле — Сугуру Айдзава
- Ixion Saga DT — Мариан
- Magi: The Labyrinth of Magic — Кассим
- Kyoukaisen-jou no Horizon II — Тори Аой
- Kingdom — И Сэй, Пяо
- Phi Brain: Kami no Puzzle — Гаммон Саканоэ
- Для сердца 2 OVA 5 — Такааки Коно
- Danshi Koukousei no Nichijou — Кисейсю, Киётака
- Macross Frontier (фильм) — Лука Ангелони
- Синий Экзорцист (фильм) — Юкио Окумура
- Jinrui wa Suitai Shimashita — Ассистент
- Danganronpa 2: Goodbye Despair — Тэрутэру Ханамура

2013 год
- Герой при заклятом враге — Герой
- Arve Rezzle: Kikaijikake no Yousei-tachi — Рэму Микагэ
- RDG: Red Data Girl — Юкимаса Сагара
- Mushibugyou — Нагатомимару
- Kakumeiki Valvrave — А-драй
- Makai Ouji — Кевин Сесил
- Баскетбол Куроко (сезон второй) — Ханамия Макото
- Magi: The Kingdom of Magic — Кассим
- Assassination Classroom (спешл) — Коро-сэнсэй
- Chuunibyou demo Koi ga Shitai! (спешл) — Юта Тогаси
- Yamada-kun to 7-nin no Majo OVA — Харума Ямазаки
- Genshiken (сезон третий) — Манабу Кутики

2014 год
- Chuunibyou Demo Koi ga Shitai!Ren — Юта Тогаси
- Rail Wars! — Наото Такаяма
- Noragami — Кадзума
- Hamatora — Бёздей
- Black Butler (сезон третий: Книга цирка) — Грелль Сатклифф
- Nanatsu no Taizai — Кинг
- Assassination Classroom (спешл) — Коро-сэнсэй
- K (фильм) — Мисаки Ята
- Yamada-kun to 7-nin no Majo OVA — Харума Ямазаки
- Naruto (фильм) — Тонэри Ооцуцуки

2015 год
- Assassination Classroom — Коро-сэнсэй
- Noragami Aragoto — Кадзума
- Баскетбол Куроко (сезон третий) — Ханамия Макото
- Nanatsu no Taizai OVA — Кинг
- Durarara!!×2 Shou — Синра Киситани
- Durarara!!×2 Ten — Синра Киситани
- Kamisama Hajimemashita (сезон второй) — Маморигами
- Working!! (сезон третий) — Сота Таканаси
- Ore Monogatari!! — Коки Итиносэ
- K (сезон второй) — Мисаки Ята
- Yamada-kun to 7-nin no Majo — Харума Ямадзаки
- Osomatsu-san — Итимацу Мацуно

2016 год
- Yuri on Ice — Такэси Нисигори

2017 год
- Fukumenkei Noise — Аюми Куросэ

2018 год
- Необъятный океан — капитан Кудо

2019 год
- Истребитель демонов — Яхаба

2021 год
- The Saint's Magic Power Is Omnipotent — Кайл Салутания
- Vivy: Fluorite Eye's Song — Мацумото
- «Герой-рационал перестраивает королевство» — Кастор Варгас

2023 год
- Сбережение 80 000 золотых монет в другом мире к моей старости — Такэси Ямано
- Liar, Liar — Сэйран Кугасаки

2024 год
- Unnamed Memory — Трэвис
- «Отряд самоубийц из другого мира» — Базиль Карло / Глиноликий